# Marktl
Marktl je městečko v hornobavorském zemském okrese Altötting. Marktl je především znám jako rodné místo papeže Benedikta XVI.

## Geografie
Marktl leží v jihovýchodní části Bavorska při řece Inn, do níž v blízkosti Marktlu ústí řeka Alz.
V obci jsou následující katastrální území: Daxenthaler Forst, Marktl, Marktlberg a Schützing. Dohromady existuje 62 úředně označených místních částí.

## Osobnosti
- Georg Lankensperger (1779–1847), vynálezce
- Benedikt XVI. (1927–2022), papež

Georg Lankensperger i Joseph Alois Ratzinger, pozdější papež Benedikt XVI., se narodili ve stejném domě, ve kterém je dnes muzeum Benedikta XVI.

## Památky
- Muzeum v rodném domě Benedikta XVI.
- kostel svatého Osvalda

## Partnerská města
- Gönnheim, (Porýní-Falc, Německo)
- Sotto il Monte Giovanni XXIII, (Lombardie, Itálie), od dubna 2009
- Wadowice, (Polsko), od roku 2006

V rámci aliance papežských rodných míst udržuje Marktl (vedle tradičního partnerského města Gönnheimu) partnerství s rodným místem předchozího papeže, Jana Pavla II., Wadowicemi v Polsku, stejně jako s rodným místem "koncilního papeže" Jana XXIII., Sotto il Monte Giovanni XXIII.